# Tricyphona (Tricyphona) serrimarga
Tricyphona (Tricyphona) serrimarga is een tweevleugelige uit de familie Pediciidae. De soort komt voor in het Neotropisch gebied.